# Anastacia Acosta
Anastasia Magdalena Acosta Loria (San José, 18 de outubro de 1975), mais conhecida no meio artístico como Anastasia, é uma atriz e modelo natural da cidade de San José (Costa Rica).

## Carreira
Nasceu em San José (Costa Rica), e se mudou para o México cedo para trabalhar como modelo. E imediatamente ganhou a atenção dos produtores mexicanos, que convida Anastasia para ir ao México para trabalhar na carreira de atriz. Ela começou como modelo na versão mexicana de Wheel of fortune (La Rueda De la Fortuna), em 1996, Anastasia largou a carreira de modelo, para seguir a carreira de atriz, e foi convidada a participar da novela Marisol interpretando a personagem Yolanda, no mesmo ano, o ator e produtor Jorge Ortíz a convidou para ser co-anfitriã do programa El Diario De la Noche, desde então, trabalhou com Ortiz até 1997, a partir daí, Anastasia firmou-se como apresentadora e comediante. Em 1998, participou de La Usurpadora, novela de Salvador Mejía como a problemática Viviana, e em 1999, foi escalada para fazer Alzira, empregada de Valéria Altamirano (Lupita Ferrer), em Rosalinda, última novela da Thalía.
Desempenhando seu papel tanto em telenovelas, quanto como apresentadora, Anastasia então se arriscou fazendo teatro, seu primeiro papel foi no teatro Caperucita y el Lobo Feroz em 2006, e recebeu muitas críticas favoráveis pelo seu destaque no personagem, prova que ela não é apenas um rostinho bonito. Na TV ainda mantinha seu foco em novelas, seu trabalho mais recente foi em 2014, na novela Los Miserables.

## Telenovelas
- Los miserables (2014) ... Consuelo Durán
- Un refugio para el amor (2012)
- Tormenta en el paraíso (2008) ... Leonor
- Pablo y Andrea (2005) ... Paula
- Amar otra vez (2004) ... Adriana Candamo Rivadeneyra
- ¡Vivan los niños! (2002-2003) ... Dália
- Rosalinda (1999) ... Alzira Ordoñez (empregada da Mansão Altamirano)
- La usurpadora (1998) ... Viviana Carrillo Gómez
- Marisol (1996) ... Yolanda "Yoli"

## Telesséries
- Humor merece um humor quien (2010)
- Se Vale (2009) ... Ela mesma
- Mujer, casos de la vida real (2006)
- Corazón de melón (2003).... Bárbara
- La jaula (2003)
- Humor es ... los Comediantes (2000-2001)
- Cuento de Navidad (1999) ... Jasive / Viriana
- Cero en conducta (1998)
- Hotel Paraíso (1997)
- El diario de la noche (1996)
- La rueda de la Fortuna (1995) ... Ela mesma